# 伊万里有田共立病院
伊万里有田共立病院（いまりありたきょうりつびょういん）は、伊万里・有田地区医療福祉組合が設置する公立病院である。
本項目では、統合前の伊万里市民病院（いまりしみんびょういん）及び有田共立病院（ありたきょうりつびょういん）についても説明する。

## 概要
佐賀県西部保健医療圏域の基幹病院として、それぞれ老朽化していた伊万里市民病院と有田共立病院の建て替え及び統合移転により開設された。
- 所在地 佐賀県西松浦郡有田町二ノ瀬甲860番地
- 建物構造 鉄筋コンクリート造、地上4階・地下1階建て
- 総事業費 58億4,700万円
- 診療科目 外科、胸部外科、消化器外科、整形外科、脳神経外科、内科、神経内科、呼吸器内科、消化器内科、循環器内科、糖尿病・代謝内科、小児科、泌尿器科、眼科、耳鼻咽喉科、放射線科、麻酔科、リハビリテーション科[1]
- 病床数 206床（一般病床202、感染症病床4）

### 経過
- 2006年12月 - 伊万里市及び有田町が伊万里市民病院と有田共立病院の経営統合及び移転新築で合意。[2]
- 2008年2月 - 伊万里・有田地区医療福祉組合を設立。
- 2009年9月28日 - 現地で起工式を開催[3]。
- 2010年7月 - 建物工事着工。
- 2011年7月1日 - 両病院の経営を両市町より伊万里・有田地区医療福祉組合へ移管し経営統合。
- 2011年12月27日 - 新病院名を伊万里有田共立病院に決定[4]。
- 2012年2月6日 - 塚部芳和伊万里市長が新病院の開院日を3月1日と発表。[5]
- 2012年2月25日 - 開院式典・内覧会開催。
- 2012年3月1日 - 新病院開院。

## 統合前の両病院の概要

### 伊万里市民病院
- 所在地 佐賀県伊万里市二里町大里乙1271番地
- 診療科目 内科、呼吸器内科、消化器内科、循環器内科、外科、消化器外科、小児科、耳鼻咽喉科、放射線診断科
- 病床数 64床（一般病床60、感染症病床4）

### 有田共立病院
- 所在地 佐賀県西松浦郡有田町立部乙2485番地3
- 診療科目 内科、外科、整形外科、小児科、脳神経外科、神経内科、耳鼻咽喉科、眼科、泌尿器科、放射線科、リハビリ科
- 病床数 165床（一般病床165）

#### 沿革
- 1953年5月 曲川村及び大山村の共同設置により開院[6]。
- 1955年4月 結核病床開設（30床、のち33床）。
- 1959年6月 伝染病病床開設（17床）。
- 1979年4月 増改築竣工。
- 1982年 伝染病病床廃止。
- 1999年9月 結核病床廃止。
- 2006年3月 西有田町と有田町の合併により、有田町に移管。同時に西有田共立病院から有田共立病院へ改称。

## アクセス
- 松浦鉄道西九州線夫婦石駅下車。同駅からは専用通路が整備される。